# Can Saüc
Can Saüc és una obra de Vilablareix (Gironès) inclosa a l'Inventari del Patrimoni Arquitectònic de Catalunya. Junts amb La Massana és una de les grans masies que testimonegen del passat esplendorós de les activitats agràries del municipi abans de la industrialització i la pressió urbanística.

## Descripció
Edificació de considerable volum. Casa pairal propietat dels Gispert-Saüch des dels orígens. Construcció de tipus romàntic amb elements d'època isabelina. Parets de càrrega de pedra esgrafiada. Primitiva planta quadrada que s'ha anat envoltant amb successives ampliacions. A remarcar la gran arcada-galeria a la façana sud-est, la torre, que posteriorment va ser rebaixada per possibles problemes constructius, la façana principal esgrafiada i amb arcs rebaixats en primer terme donant accés a una terrassa al primer nivell. El teulat va ser restaurat l'any 1876.

## Història
Antigament el recinte era totalment emmurallat. Hi ha dues fonts romàntiques prop de l'entrada principal que brollen sense parar degut a una mina d'aigua. Al costat esquerre hi ha l'antiga ermita de Sant Sebastià, que a partir de 1935 passà a l'interior de la casa, a planta baixa, deixant la capella com a magatzem. Hi ha uns fogons de pedra a planta baixa amb la data de 1753. Consta d'habitatge pels amos, un pels masovers i a la dècada dels 1970 s'afegí una nova construcció pel fill. En Rafael Masó hi construí la nova cuina-menjador, de gran valor arquitectònic.